# Tetrastichus uniarticulata
Tetrastichus uniarticulata är en stekelart som beskrevs av Saraswat 1975. Tetrastichus uniarticulata ingår i släktet Tetrastichus och familjen finglanssteklar. Inga underarter finns listade i Catalogue of Life.